# Campbell (månekrater)
Campbell er et stort nedslagskrater på Månen. Det befinder sig på den nordlige halvkugle på Månens bagside og er opkaldt efter de amerikanske astronomer Leon Campbell (1881 – 1951) og William W. Campbell (1862 – 1968).
Navnet blev officielt tildelt af den Internationale Astronomiske Union (IAU) i 1970. 

## Omgivelser
Campbellkrateret ligger sydvest for den bjergomgivne slette D'Alembert, som er et endog større krater. Hvis Campbell lå på Månens forside, ville det være et af det største synlige kratere og være lidt større end Schickard. Det grænser op til adskillige bemærkelsesværdige kratere som Wiener mod sydvest, Von Neumann lige mod syd, Ley, som ligger over den sydøstlige rand, og Pawsey mod vest.
Der ligger et usædvanligt krater syd for Campbell og vest for Von Neumann. Det er dannet af to eller flere overlappende kratere, hvoraf det yngste er "Wiener F", en næsten hexagonal struktur med et meget ujævnt indre.

## Karakteristika
Campbell er blevet stærkt nedslidt og eroderet af senere nedslag i tidens løb, som har bevirket, at dets rand er en cirkulær ring, der består af højerygge og toppe. Mange småkratere ligger langs randen og den indre væg samt over kraterbunden. De mest bemærkelsesværdige af disse er "Campbell X" langs den nordøstlige indre væg og "Campbell N" nær den sydlige indre væg.
Meget af kraterbunden er dækket af en mængde mindre nedslag, bortset fra en bred stribe, som har fået ny overflade ved at blive oversvømmet af basaltisk lava. Dette område har lavere albedo end sine omgivelser og ser derfor mørkt ud. Det strækker sig fra centrum af Campbell mod den vestlige rand og har en uregelmæssig omkreds.

## Satellitkratere
De kratere, som kaldes satellitter, er små kratere beliggende i eller nær hovedkrateret. Deres dannelse er sædvanligvis sket uafhængigt af dette, men de får samme navn som hovedkrateret med tilføjelse af et stort bogstav. På kort over Månen er det en konvention at identificere dem ved at placere dette bogstav på den side af satellitkraterets midte, som ligger nærmest hovedkrateret. Campbellkrateret har følgende satellitkratere:
| Campbell | Længde  | Bredde   | Diameter |
| -------- | ------- | -------- | -------- |
| A        | 52,2° N | 155,2° Ø | 20 km    |
| E        | 46,4° N | 158,6° Ø | 15 km    |
| N        | 43,2° N | 152,3° Ø | 23 km    |
| X        | 47,7° N | 149,4° Ø | 24 km    |
| Z        | 48,8° N | 152,9° Ø | 28 km    |

## Måneatlas
- Billeder af Campbellkrateret i LPI-måneatlasset